# Congrès International d’Architecture Moderne
Congrès International d'Architecture Moderne (CIAM) byla organizace, která vznikla na popud řady významných, pokrokově smýšlejících architektů, které překvapilo rozhodnutí v soutěži na palác Společnosti národů, konané roku 1926 v Ženevě. V té se poprvé střetlo moderní, pokrokové pojetí architektury s konzervativním. Tito si nadále chtěli ujasnit a prověřit své názory a vize.

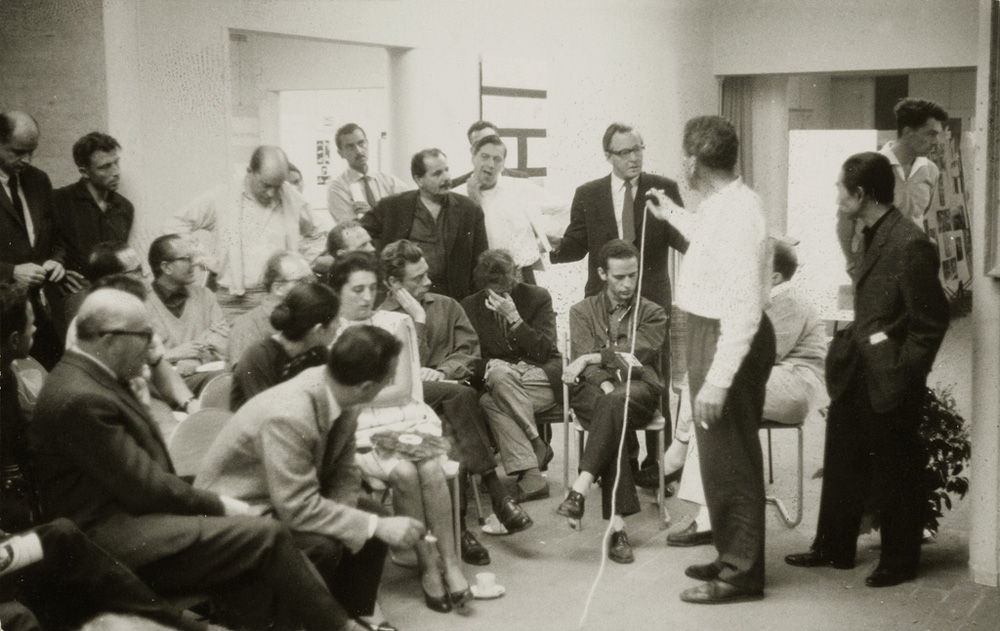
Setkání CIAM

Hlavními organizátory prvního kongresu CIAM byli Le Corbusier a švýcarský teoretik Sigfried Giedion. Pozváni byli také čeští architekti Josef Gočár, Jaromír Krejcar, Adolf Loos a Oldřich Starý, kteří se nakonec nezúčastnili. První kongres se konal na zámku La Sarraz u Lausanne v roce 1928. Zabýval se tématy urbanismu, národohospodářství, architektura a veřejné mínění, architektura a stát. Architekti zdůrazňují požadavek kolektivního pozemkového hospodářství, kritizují výchovu architektů i výsadní postavení oficiálního akademismu.
V roce 1935 se stali českými delegáty na návrh Le Corbusiera, Bohuslav Fuchs a František Lydie Gahura.
Manifest, který podepsala řada významných architektů: (H. P. Berlage, H. Häring, Le Corbusier, A. Lurçat, E. May, H. Meyer, G. Rietveld) později vyvrcholil na čtvrtém kongresu v podepsání tzv. Athénské charty.
V Československu se ustanovila samostatná místní skupina CIAM v čele s architektem Františkem Kalivodou. Kongresu v roce 1947 se účastnil též Ervín Katona.

## Témata kongresů
- 1929: Frankfurt nad Mohanem – Bydlení pro sociálně slabé obyvatele
- 1930: Brusel – Racionální rozdělení městské půdy
- 1933: Marseille-Athény – Přijetí tzv. Athénské charty
- 1947: Bridgwater – Syntéza umění, regionální plánování